# 둠가이
둠가이(Doomguy)는 이드 소프트웨어의 1인칭 슈팅 게임 시리즈인 둠 시리즈의 스페이스 머린 주인공을 게이머들이 통칭하여 부르는 명칭이다. 무명이었던 시리즈 전작들과는 달리 리부트된 2016년작 둠부터는 둠슬레이어(Doomslayer)라는 게임 내 명칭이 생겼다.
초기의 둠가이는 어떠한 대사도 없고 인격을 드러내지 않았으며, 초기 시리즈의 디자이너였던 존 로메로는 이를 두고 주인공은 플레이어 당신을 나타내기 때문이라고 밝혔다. 둠가이는 울펜슈타인 시리즈의 B.J. 블라즈코윅즈, 하프라이프 시리즈의 고든 프리맨, 헤일로 시리즈의 마스터 치프, 듀크 뉴켐 시리즈의 듀크 뉴켐과 함께 주요 FPS 시리즈의 상징적인 캐릭터 중 하나로 여겨진다.

## 같이 보기
- 고든 프리맨
- 마스터 치프
- 사무스 아란